# Sonthi Boonyaratkalin
Sonthi Boonyaratkalin (ur. 2 października 1946) – tajlandzki wojskowy i polityk, generał. Był naczelnym dowódcą Tajskiej Armii Królewskiej i szefem Rady Bezpieczeństwa Narodowego, wojskowej junty rządzącej krajem od 2006 do 2008. 
19 września 2006 stał się de facto szefem rządu, po przeprowadzeniu wojskowego zamachu stanu i obaleniu premiera Thaksina Shinawatry. 

## Edukacja i początki kariery
Sonthi Boonyaratkalin ukończył w 1969 Chulachomklao Royal Military Academy i został wcielony do Korpusu Piechoty Armii Królewskiej. W czasie swej kariery wojskowej dowodził różnymi jednostkami.
W sierpniu 2004 został mianowany zastępcą dowódcy armii. W październiku 2005 objął stanowisko naczelnego dowódcy Tajskiej Armii Królewskiej.

## Zamach stanu
19 września 2006 Sonthi wraz z podległym mu wojskiem doprowadził do zamachu stanu przeciw rządowi Thaksina Shinawatry. W kraju powołano Radę Demokratycznych Reform, przekształconą później w Radę Bezpieczeństwa Narodowego. Budynki rządowe zostały otoczone przez czołgi, a nadające media opanowane przez wojskowych. Premier Shinawatra, przebywający w tym czasie na sesji ONZ w Nowym Jorku, ogłosił stan nadzwyczajny. Jednak jego przekaz nie dotarł do kraju. 
Sonthi rozwiązał gabinet, parlament i sąd konstytucyjny i tymczasowo sam przejął władzę, stając się de facto szefem rządu. Następnego dnia otrzymał oficjalny mandat do sprawowania władzy od króla Bhumobola Adulyadeja. 1 października 2006 na stanowisko premiera został powołany Surayud Chulanont, podczas gdy Sonthi zachował funkcję szefa Rady Bezpieczeństwa Narodowego.
W grudniu 2006 junta zredagowała treść nowej konstytucji, w której znalazło się kilka nowych przepisów, m.in. ograniczono limit kadencji premiera do dwóch. Konstytucja została przyjęta w referendum 19 sierpnia 2007, a miesiąc później Sonthi przeszedł w stan spoczynku.